# Pintér Sándor (bemondó, 1912–1977)
Pintér Sándor, névvariáns: id. Pintér Sándor (Budapest, 1912. augusztus 22. – Budapest, 1977. december 1.) a Magyar Rádió bemondója.

## Életpályája
Az 1930-as évek közepén, 22 évesen került a Rádióhoz, amikor még nem volt szpíker-társalgó, és a rádió épületének közelében a bemondók a vendéglő asztalánál ügyeleteskedtek és várták, hogy szólítsák őket a jelenésre. Később a filmgyárban narrátorként, filmek szövegalámondását végezte, 1945-től dolgozott a Magyar Rádióban.

„Voltaképpen engem már több mint három évtizedes barátság fűz a mikrofonhoz, hiszen filmgyári kultúrfilmek bemondójaként kezdtem azt a munkát, ami az idők során hivatásommá vált…”

Körmendy László mellett, ő volt a Magyar Rádió „hangja". Szép, mély zengésű bariton hangját a korabeli rádióhallgatók jól ismerték.
1954. szeptember 2-án a Magyar Televízió első, kísérleti adását még a Magyar Híradó- és Dokumentumfilmgyár műtermeiben rögzítették. Az első műsorban közreműködtek: Bán György, Erdei Klári, Hajnóczy Lívia, Mednyánszky Ági és Sárosi Gábor valamint Pintér Sándor is, aki első megszólalóként így köszöntötte az adás nézőit: 

„Kedves hallgatóink! A Magyar Televízió kísérleti adását közvetítjük.”

Péchy Blanka, Gáti József és Keres Emil mellett, tagja volt az Országos Beszédművelési Bizottságnak, mely 1973. januárjában jött létre, dr. Molnár József, az ELTE fonetikai tanszék vezetőjének elnökletével.    
Vezető bemondóként, a Rádió bemondóvizsgáinak zsűrielnöke volt, illetve a bemondó gyakornokok képzésének irányításával is foglalkozott, többek között Wacha Imre, Fischer Sándor mellett. Beszédtechnikai és kiejtési problémákkal, valamint nyelvműveléssel foglalkozó cikkei, írásai megjelentek a Rádió- és Televízióújságban és a Helyes kiejtés, szép magyar beszéd című kötetben.
Nyugdíjba vonulása alkalmával a Munka Érdemrend ezüst fokozatával tüntették ki. Fia, ifj. Pintér Sándor követte őt a hivatásában, szintén a bemondói pályát választotta.

## Film, tv
- Kezünkbe vettük a béke ügyét (1950)... bemondó